# Институт проблем информатики РАН
Институт проблем информатики РАН — научно-исследовательский институт Российской академии наук в областях исследования и разработки интегрированных информационно-телекоммуникационных систем и сетей, теоретических основ информатики и информационных технологий; информационных технологий накопления, хранения, поиска, обработки, преобразования, отображения, защиты и передачи информации, когнитивных технологий; архитектуры, системных решений и программного обеспечения вычислительных комплексов и сетей новых поколений.
С 1 июня 2015 года входит в состав Федерального исследовательского центра «Информатика и управление» РАН на основе ИПИ РАН, ВЦ РАН и ИСА РАН (директор — акад. И. А. Соколов).

## История основания
В начале 1980-х президент АН СССР А. П. Александров и вице-президент АН СССР Е. П. Велихов подготовили на имя руководства СССР предложения о расширении и усилении исследований в области информатики и вычислительной техники в рамках Академии наук СССР. Во исполнение их в составе Академии наук СССР в 1983 г. было образовано Отделение информатики, вычислительной техники и автоматизации (под общим руководством Е. П. Велихова), в состав которого вошли Институт прикладной математики АН СССР, Вычислительный центр АН СССР, Институт проблем передачи информации АН СССР, а также несколько вновь образованных институтов, в том числе Институт проблем информатики АН СССР (ИПИАН).
Соответствующее постановление ЦК КПСС и Совета Министров СССР о создании ИПИАН датируется 29 июля 1983 г., а Распоряжение Президиума АН СССР — 2 августа 1983 г.
Директором-организатором ИПИАН был назначен член-корреспондент АН СССР Б. Н. Наумов, возглавлявший Институт электронных управляющих машин Минприбора СССР (ИНЭУМ). Основной задачей ИПИАН было определено «…проведение фундаментальных и прикладных исследований в области технических и программных средств массовой вычислительной техники и систем на их основе», а основой первых научных подразделений ИПИАН стали коллективы ряда научных отделов ИНЭУМ, переведённые в ИПИАН в начале 1984 г.
В 1984-85 гг. под руководством Б. Н. Наумова была разработана Концепция новых поколений вычислительных систем (своего рода ответ СССР и его союзников на стратегическую программу создания ЭВМ пятого поколения, объявленную в начале 1980-х гг. в Японии).
Фундаментальные и прикладные исследования в осуществление данной концепции велись в ИПИАН в рамках следующих комплексных научных проектов:
- системы обработки знаний;
- системы обработки изображений и машинной графики;
- системы автоматизации проектирования вычислительных систем и сверхбольших интегральных схем (СБИС);
- сети ЭВМ;
- системы персональных компьютеров;
- отказоустойчивые вычислительные системы;
- новые принципы хранения информации (новые внешние запоминающие устройства);
- технологии программирования;
- новые алгоритмы и архитектуры обработки информации;
- учебная информатика.

В первые годы после основания Институт быстро развивался — в его состав вошли филиалы в Бердянске, Казани, Орле. В 1990 г. был образован совместный отдел с Радиотехническим институтом в Таганроге. Общая численность сотрудников института в 1988—1989 гг. превышала 1000 чел.
В связи с рыночными реформами и сокращением бюджетного финансирования в 1991 г. число сотрудников сократилось в четыре раза, до 250 человек.
С 1992 г. институт называется Институтом проблем информатики Российской академии наук (ИПИ РАН) и входит в состав Отделения нанотехнологий и информационных технологий РАН (до 2002 г. — Отделения информатики, вычислительной техники и автоматизации, в 2002—2007 гг.— Отделения информационных технологий и вычислительных систем).
Ныне в состав института входят филиалы в Орле и Калининграде.
С 1 июня 2015 года на основе ИПИ РАН, ВЦ РАН и ИСА РАН создан Федеральный исследовательский центр «Информатика и управление» (директор — акад. И. А. Соколов).
C 1985 г. в институте работает диссертационный совет с правом проведения защит диссертаций на соискание учёных степеней доктора и кандидата наук по четырём специальностям: 05.13.11, 05.13.13, 05.13.15 и 05.13.17.
С 1984 г. институт имеет базовую кафедру в МИРЭА (Московском институте радиотехники, электроники и автоматизации), на которой ведут преподавание сотрудники института; многие выпускники кафедры работают в ИПИ РАН.

### Директора института
- 1983—1988 — акад. Б. Н. Наумов (1927—1988);
- 1989—1998 — акад. И. А. Мизин (1935—1999);
- 1999 — н.в. — акад. И. А. Соколов (р. 1954 г.)

## Направления исследований
| На 2008 г. решением Президиума РАН были утверждены следующие основные научные направления работ института: - интегрированные информационно-телекоммуникационные системы и сети, информатизация общества; - теоретические основы информатики и информационных технологий, включая математические модели и методы, стохастические технологии и системы; - информационные технологии накопления, хранения, поиска, обработки, преобразования, отображения, защиты и передачи информации, когнитивные технологии; - архитектура, системные решения и программное обеспечение вычислительных комплексов и сетей новых поколений. |

В 2007 г. сотрудниками института была создана информационно-телекоммуникационная система для банковской системы России, в 2008 г. создан единый банк данных по проблемам борьбы с терроризмом, разрабатывается программное обеспечение для виртуальных обсерваторий.

## Структура института

### Руководство
- Директор — академик РАН Соколов, Игорь Анатольевич.
- Заместитель директора по научной работе — д. т. н. Будзко, Владимир Игоревич.
- Заместитель директора — Цыганков, Виктор Сергеевич.[5]
- Учёный секретарь — д. т. н. Захаров Виктор Николаевич.

### Научные подразделения
Состав и название научных подразделений ИПИ РАН до и после вхождения в ФИЦ ИУ РАН претерпел некоторые изменения.
Структура научных подразделений ИПИ РАН на 2016 год
- Отдел 11, Статистических проблем информатики и управления.

Зав. отд. — д. т. н. Синицын, Игорь Николаевич.
- Лаборатория 13, Технологий информационной поддержки научно-технической деятельности.

Зав. лаб. — д. г.-м. н., профессор Сейфуль-Мулюков, Рустем Бадриевич.
- Лаборатория 14, Компьютерной лингвистики и когнитивных технологий обработки текстов.

Зав. лаб. — к. филол. н. Козеренко, Елена Борисовна.
- Лаборатория 15, Проблем информатизации образования.

Зав. лаб. — к. ф.-м. н. Христочевский, Сергей Александрович.
- Отдел 16, Информационных технологий структуризации и поиска данных.

Зав. отд. — д. т. н. Зацман, Игорь Моисеевич.
- Отдел 17, Информационных технологий управления.

Зав. отд. — д. ф.-м. н. Синицын, Владимир Игоревич.
- Лаборатория 19, Информационной безопасности.

Зав. лаб. — д. ф.-м. н. Грушо, Александр Александрович.
- Отдел 22, Архитектур перспективных компьютерных систем.

Зав. отд. — к. т. н. Степченков, Юрий Афанасьевич.
- Лаборатория 23, Композиционных методов и средств построения информационных систем.

Зав. лаб. — д. ф.-м. н. Калиниченко, Леонид Андреевич.
- Лаборатория 24, Функционального моделирования и тестирования микропроцессорных систем.

Зав. лаб. — к. т. н. Замковец, Сергей Всеволодович.
- Лаборатория 26, Прикладных интернет-систем.

Зав. лаб. — к. т. н. Илюшин, Геннадий Яковлевич.
- Лаборатория 27, Проблем обеспечения информационной безопасности в информационных и телекоммуникационных системах.

Зав. лаб. — д. т. н. Будзко, Владимир Игоревич.
- Отдел 28, Инструментальных средств создания прикладных программных систем.

Зав. отд. — к. т. н. Адамович, Игорь Михайлович.
- Отдел 33, Проблем автоматизации информационных систем специального назначения.

Зав. отд. — к. т. н. Козлов, Сергей Витальевич.
- Лаборатория 34, Методологических основ информатизации.

Зав. лаб. — д. т. н. Ильин, Владимир Дмитриевич.
- Лаборатория 35, Интеллектуального анализа данных и автоматизированной поддержки научных исследований.

Зав. лаб. — к. ф-м. н. Забежайло, Михаил Иванович.
- Отдел 45, Системных исследований информационно-телекоммуникационных систем.

Зав. отд. — д. т. н. Быстров, Игорь Иванович.

## Научные подразделения ФИЦ ИУ РАН на основе лабораторий ИПИ РАН
После создания ФИЦ ИУ РАН на основе лабораторий ИПИ РАН были созданы 5-е и 6-е отделения, включающие следующие отделы:
ОТДЕЛЕНИЕ 5. Информационные, управляющие и телекоммуникационные системы и информационная безопасность. Информационные технологии в цифровой экономике
Научные руководители Отделения:
- д. т. н., профессор Зацаринный Александр Алексеевич
- д. ф.-м. н., профессор Грушо, Александр Александрович

Руководитель Отделения — к. т. н. Козлов Сергей Витальевич
- Отдел 51. Информационные, управляющие и телекоммуникационные системы
  - Рук. отд. — к. т. н. Козлов Сергей Витальевич
- Отдел 52. Архитектура и схемотехника инновационных вычислительных систем
  - Рук. отд. — к. т. н. Степченков Юрий Афанасьевич
- Отдел 53. Информационная безопасность в информационных, управляющих и телекоммуникационных системах.
  - Рук. отд. — д. ф.-м. н., профессор Грушо, Александр Александрович
- Отдел 54. Представление знаний в информационных и управляющих системах
  - Рук. отд. — д. т. н. Зацман Игорь Моисеевич
- Отдел 55. Управление робототехническими устройствами
  - Рук. отд. — д. т. н., профессор Дивеев, Асхат Ибрагимович

ОТДЕЛЕНИЕ 6. Стохастические и интеллектуальные методы и средства моделирования и построения систем с интенсивным использованием данных
Научные руководители Отделения:
- д. т. н., профессор Синицын Игорь Николаевич,
- д. т. н. Будзко Владимир Игоревич,
- д. ф.-м. н., профессор Шоргин, Сергей Яковлевич

Руководитель Отделения — д. ф.-м. н. Синицын Владимир Игоревич
- Отдел 61. Стохастические проблемы информатики
  - Рук. отд. — к. т. н. Корепанов Эдуард Рудольфович
- Отдел 62. Информационные технологии управления и моделирования информационных систем
  - Рук. отд. — д. ф.-м. н. Синицын Владимир Игоревич
- Отдел 63. Методы и программные средства накопления и обработки данных
  - Рук. отд. — к. т. н. Ступников Сергей Александрович
  - В составе отдела — группы:
    - Композиционных методов и средств построения информационных систем
    - Компьютерной лингвистики и когнитивных технологий обработки текстов
- Отдел 64. Вероятностное моделирование и статистический анализ сложных систем
  - Рук. отд. — к. ф.-м. н. Горшенин Андрей Константинович